# الاكتشاف
وبصفة عام، فإن الكشف هو إجراء الوصول إلى المعلومات دون تعاون محدد من المرسل
في تاريخ الاتصالات اللاسلكية، استخدم مصطلح «كاشف» لأول مرة لجهاز اكتشف مجرد وجود أو عدم وجود إشارة لاسلكية، لأن جميع الاتصالات كانت في شفرة مورس. المصطلح لا يزال يستخدم اليوم لوصف عنصر يستمد إشارة معينة من كل الموجات الكهرومغناطيسية الموجودة. ويستند الكشف عادة إلى تردد إشارة الناقل، وكما هو الحال في الترددات المألوفة للبث الإذاعي، إلا أنه قد ينطوي أيضا على ترشيح إشارة ضعيفة من الضوضاْ، كما هو الحال في علم الفلك الراديوي، أو إعادة بناء إشارة خفية، كما هو الحال في الستيغانوغرافي.
في الإلكترونيات البصرية، يعني «الكشف» تحويل مدخلات بصرية مستلمة إلى مخرجات كهربائية.على سبيل المثال، تحول الإشارة الضوئية التي يتم استلامها من خلال ليف بصري إلى إشارة كهربائية في كاشف مثل فوتوديد.
ويشار إلى محاولات الكشف عن الإشارات المخفية في المواد التي يشتبه في أنها ناقلة على أنها تحلل. التحليل المستعرض فرق مثير للاهتمام عن معظم أنواع الكشف الأخرى، ومن حيث أنه لا يمكنه في كثير من الأحيان إلا أن يحدد احتمال وجود رسالة خفية؛ وهذا على النقيض من الكشف. والإشارات المشفرة ببساطة، كما يمكن في كثير من الأحيان التعرف على النص التشفيري على وجه اليقي، حتى لو كان لا يمكن فك شفرتها.
في الجيش يشير الكشف إلى الانضباط الخاص للاستطلاع بهدف الاعتراف بوجود جسم في مكان أو مكان ما.
وأخيرا، فن الكشف، المعروف أيضا باسم الأدلة التالية، هو عمل المحقق في محاولة وإعادة بناء سلسلة من الأحداث عن طريق تحديد المعلومات ذات الصلة في حالة ما.